# Aachener Straße (Düsseldorf)
Die Aachener Straße ist eine Straße in Düsseldorf.

## Lage und Geschichte
Die Straße verbindet die Stadtteile Bilk und Flehe. Sie beginnt südlich der Bahnstrecke Mönchengladbach–Düsseldorf an der zentralen Friedrichstraße und führt von dort in südwestlicher Richtung durch die Stadtteile Bilk und Flehe. Dabei überquert sie die Südliche Düssel und kreuzt den Südring. Im Bereich der Kreuzung mit der Fleher Straße bildet sie den Aachener Platz.
Die Straße weist eine überwiegend geschlossene, mehrgeschossige Randbebauung auf. Die Traufhöhe nimmt in Richtung Südwesten stetig ab. Das Erscheinungsbild ist infolge der Zerstörungen im Zweiten Weltkrieg uneinheitlich. Viele Bauten wurden vollständig oder in Teilen erneuert.
Denkmalgeschützt sind der Bilker Bunker (Nr. 39), ein Schulgebäude (Nr. 39a) aus den Jahren 1904/05 sowie eine städtische Wohnsiedlung aus dem Jahr 1925 im Bereich der Nummern 112–124.
Die Stadtbahnlinie U72 (ehemals 712) führt über die Aachener Straße auf ganzer Länge.

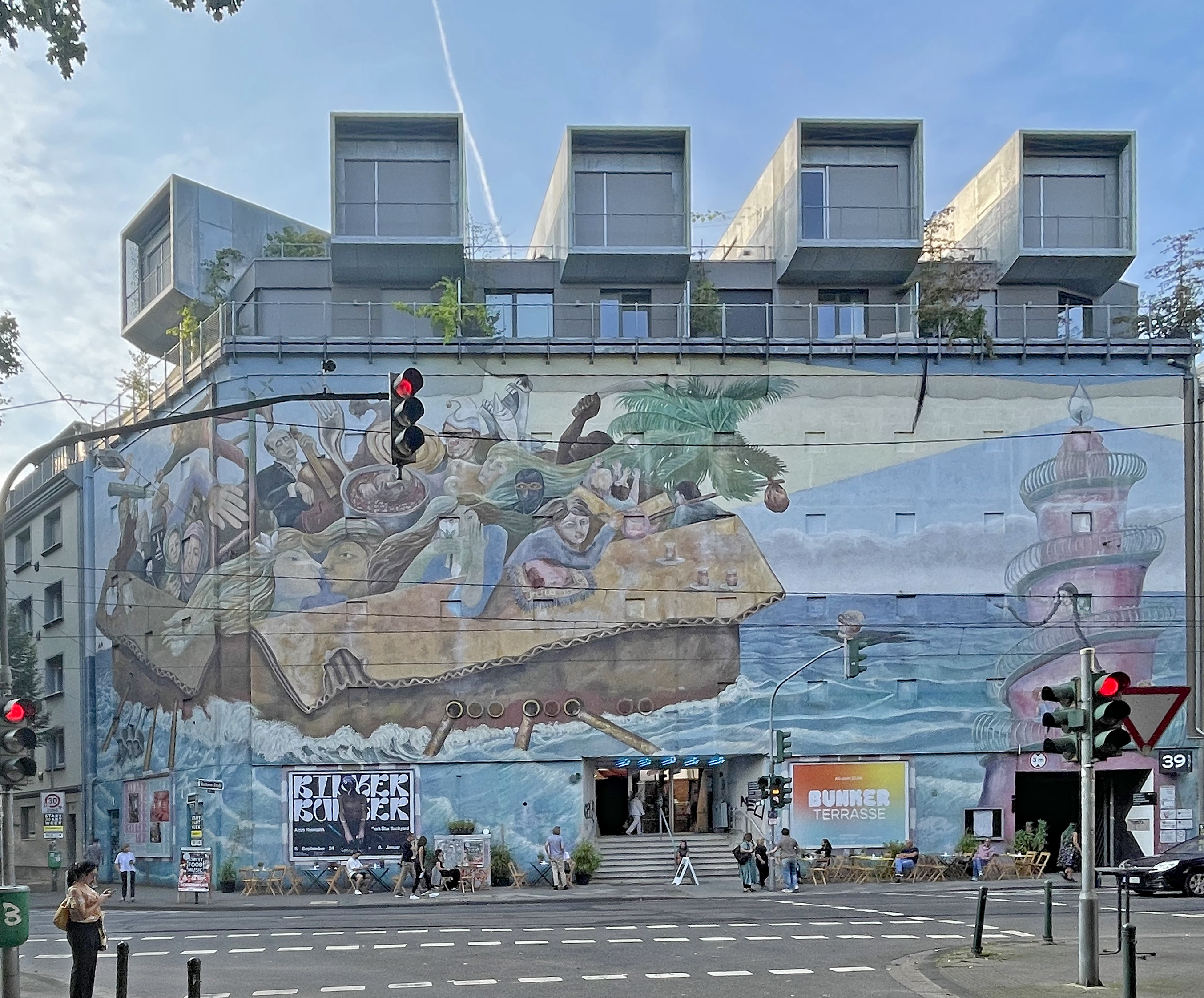
Bilker Bunker mit Wandgemälde „Zeitreisende“
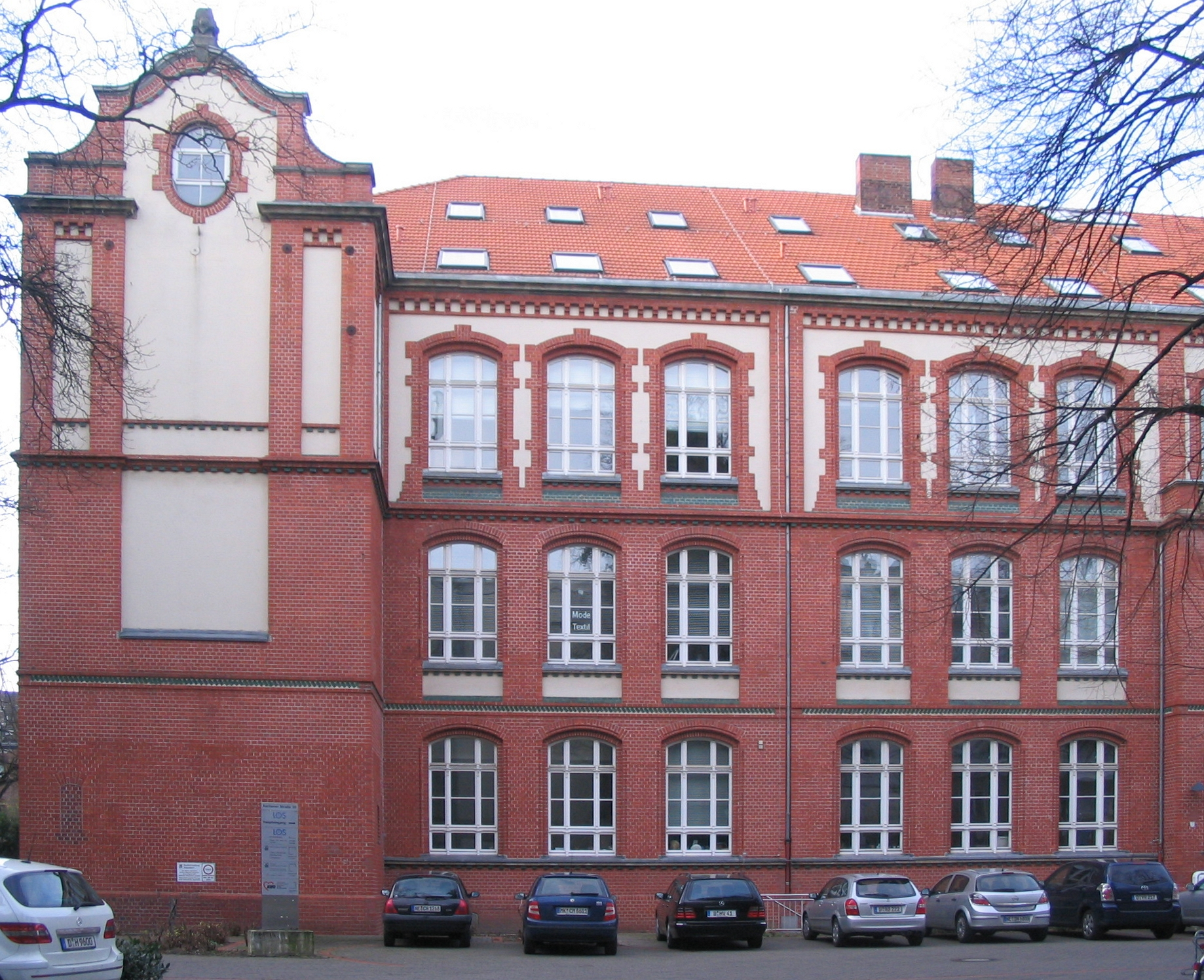
Ehemaliges Schulgebäude, Haus Nr. 39a
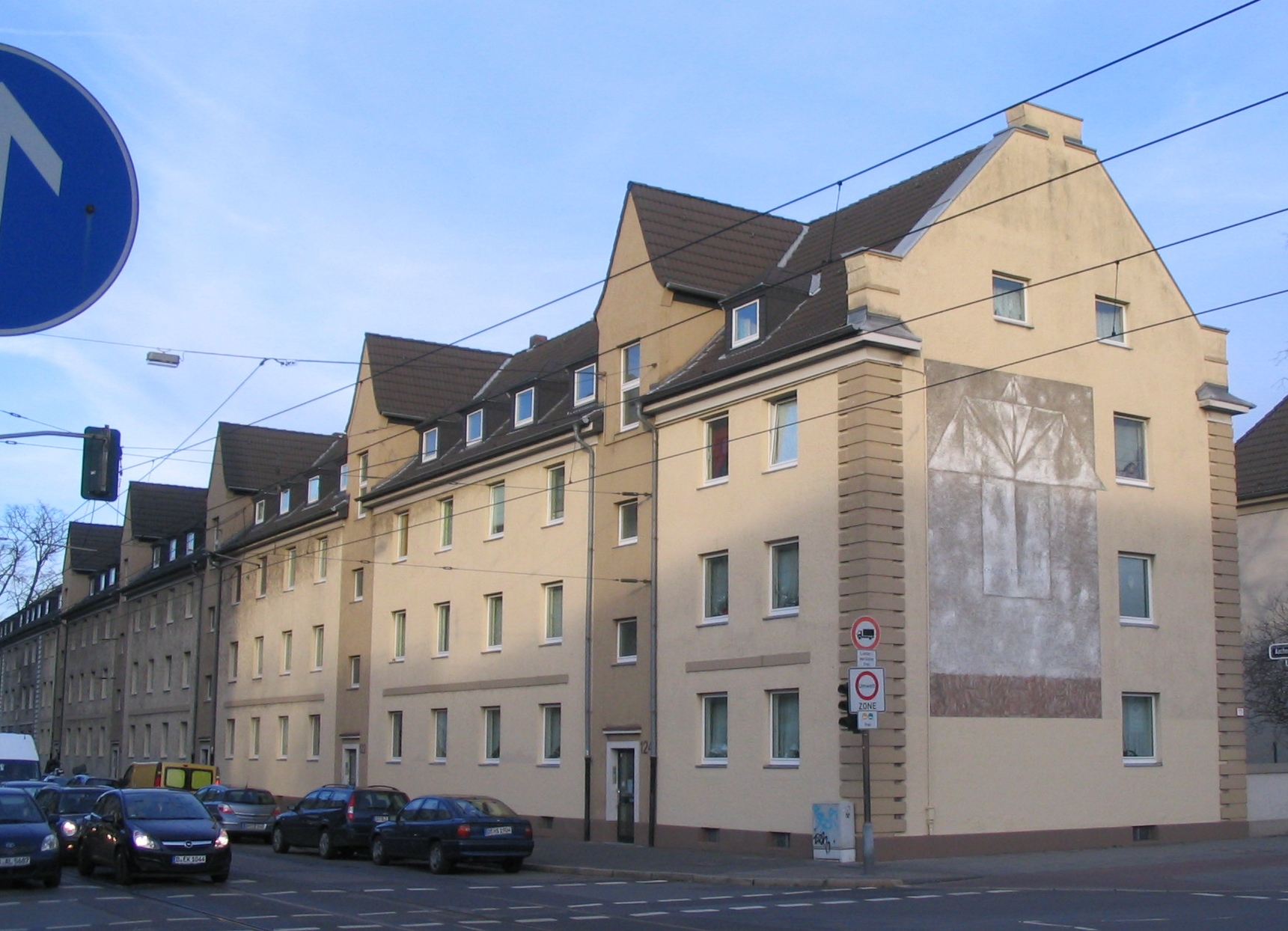
Häuser Nr. 112–124